# جو فونتينوت
جو فونتينوت (بالإنجليزية: Joe Fontenot)‏ هو لاعب كرة قاعدة أمريكي، ولد في 20 مارس 1977 في سكوت في الولايات المتحدة.

## وصلات خارجية
- جو فونتينوت على موقعبيزبول رفرنس.كوم (الدوري الرئيسي) (الإنجليزية)
- جو فونتينوت على موقعبيزبول رفرنس.كوم (الدوري الثانوي) (الإنجليزية)